# Christophe Schmidt
Christophe Schmidt (*  15. Juni 1983 in Gräfelfing) ist ein deutscher Snowboarder, der vor allem in der Disziplin Halfpipe, aber auch Big Air, antritt.
Christophe Schmidt ist professioneller Snowboarder. Er startet für den SC Miesbach und gehört seit 2004 der Snowboard-Nationalmannschaft Deutschlands an. Er lebt in Innsbruck, zuvor in Schliersee, und trainiert vor allem auf dem Brecherspitz. Sein Heimatverein ist der SC Miesbach. Er begann als Alpinskifahrer, wechselte dann aber zum Snowboard. Schon in seiner ersten Saison gewann er den Titel als Deutscher Juniorenmeister. Von 1999 bis 2003 startete er jährlich bei den Halfpipe-Wettbewerben bei den Junioren-Weltmeisterschaften. 1999 wurde er in der Seiser Alm und wurde 24., 2000 in Berchtesgaden 19., 2001 auf dem Nassfeld bei Hermagor Sechster, 2002 in Rovaniemi Vierter und gewann schließlich 2003 in Prato Nevoso den Titel.
Bei den Männern startete Schmidt erstmals 1998 bei einem Snowboard-Continentalcup-Rennen in Sudelfeld und wurde Achter. Zwei Jahre später bestritt er in Berchtesgaden sein erstes Rennen in Weltcup, bei dem er als 23. auch sofort Weltcup-Punkte gewinnen konnte. Nur Tage später erreichte er an selber Stelle in einem Europacup-Rennen als Drittplatzierter eine Podiumsplatzierung. Wenig später kam Schmidt als Achter im Weltcup-Rennen in Livigno erstmals unter die Besten zehn. In der Folgezeit platzierte er sich meist in den Weltcup-Punkten und erreichte auch oft die Top-Ten-Plätze. Erste internationale Meisterschaft bei den Männern wurden die Weltmeisterschaften 2003 in Kreischberg, bei denen Schmidt in der Halfpipe 16. und im Big-Air-Wettbewerb 22. wurde. Zwei Jahre später verpasste er bei den Weltmeisterschaften in Whistler als Fünftplatzierter nur knapp den Gewinn einer Medaille. Höhepunkt der Karriere bis dahin wurden die Olympischen Winterspiele 2006 von Turin. Bei den Wettbewerben in Bardonecchia wurde Schmidt Achter in der Halfpipe. Danach wurden seine internationalen Einsätze weniger. Bei den Weltmeisterschaften 2007 in Arosa belegte er nur den 45. Platz. In der Saison 2009/10 wurde er in der Weltcup-Gesamtwertung Dritter hinter Justin Lamoureux und Janne Korpi. Bislang letzter internationaler Höhepunkt wurden die Olympischen Winterspiele 2010 von Vancouver. Schmidt kam bei den Wettkämpfen in Cypress Mountain wieder in der Halfpipe zum Einsatz und belegte Platz 20. Bis Zum Ende der Saison bestritt Schmidt 46 Weltcuprennen, erreichte dabei 32-mal die Punkteränge, 13-mal die Top-Ten und einmal, 2010 in La Molina als Zweiter hinter Fredrik Austbø, das Podium.
National war Schmidt mehrfach, so 2007 und 2011, Deutscher Meister. Als er 2012 wegen einer Verletzung nicht teilnehmen konnte, fungierte er als Kampfrichter.

## Belege
1. ↑  Christophe Schmidt (Seite nicht mehr abrufbar, festgestellt im April 2018. Suche in Webarchiven)  Info: Der Link wurde automatisch als defekt markiert. Bitte prüfe den Link gemäß Anleitung und entferne dann diesen Hinweis.
2. ↑  Snowboard – National: Schmidt und Bleicher Halfpipe-Meister

| Personendaten    | Personendaten         |
| ---------------- | --------------------- |
| NAME             | Schmidt, Christophe   |
| KURZBESCHREIBUNG | deutscher Snowboarder |
| GEBURTSDATUM     | 15. Juni 1983         |
| GEBURTSORT       | Gräfelfing            |